# Distretto di Pachacutec
Il distretto di Pachacute è uno dei quattordici distretti della provincia di Ica, in Perù. Si trova nella regione di Ica e si estende su una superficie di 34,47  chilometri quadrati.